# الدراسات الأمنية النسوية

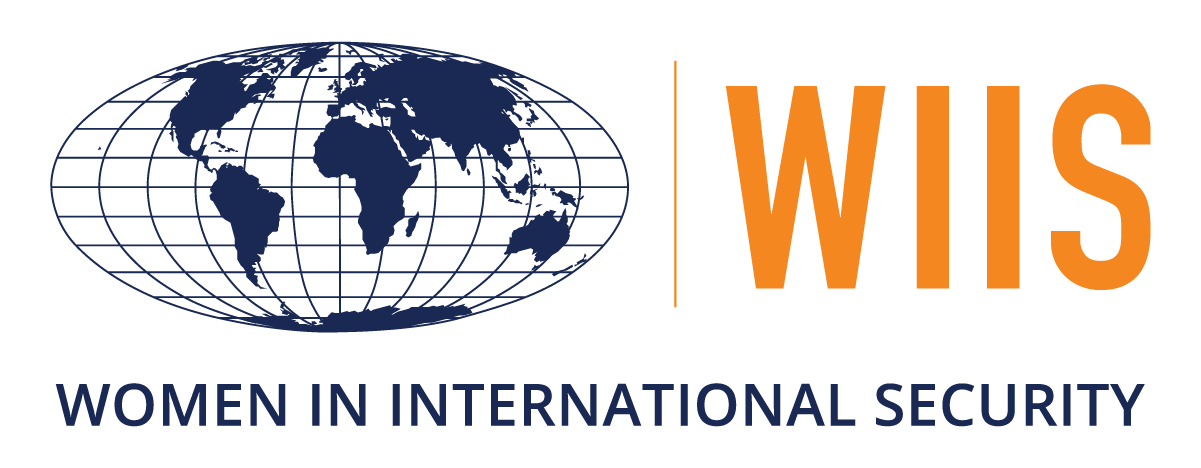

الدراسات الأمنية النسوية، هي الدراسات التي يعتقد البعض أنها فرع من فروع الدراسات الأمنية التي تهتم بالأبعاد الجندرية للأمن، في حين يرى آخرون أنها تجربة متعددة التخصصات هدفها إعادة النظر في الأمن من منظور نسوي.
تسعى الدراسات الأمنية النسوية (إف. إس. إس.) إلى دراسة مختلف أشكال الأمن وآثاره من خلال منظور جندري. تهدف الدراسات الأمنية النسوية -بوصفها فرعًا من فروع العلاقات الدولية (آي. آر.) والدراسات الأمنية- إلى فهم وتحليل كيفية تقاطع بعض القضايا على الصعيد القومي والدولي، كقضية العسكرة وجندر الحرب والعرق والاقتصاديات وسياسيات القوى مثلًا.
تعتمد الدراسات الأمنية النسوية على الموضوعات المحددة في الدراسات الأمنية من قبيل الحرب والصراع والعنف المنظم والسلام، إذ تبحث في كيفية تأثير البنى الاجتماعية للجندر على آلية عمل هذه الموضوعات مؤسسيًا وهيكليًا. تركز الدراسات الأمنية النسوية بوصفها مجالًا بحثيًا على دور الجندر في تشكيل القرارات والأفكار والنظريات في الدراسات الأمنية، ولا سيما أدوار النساء والرجال والتوقعات المفترضة لكل جندر. يُمكن تصنيف تحليلات الدراسات الأمنية النسوية للموضوعات والقضايا المذكورة أعلاه على أنها جزئية مثل فهم أثر الجندر على التصورات الأمنية على أساس يومي، بينما يُمكن تصنيفها أيضًا على أنها كلية مثل الاعتراف بالبنيات الهيكلية والاجتماعية التي أسفرت عن اعتبار الدراسات الأمنية مجالًا ذكوريًا. اكتسبت الدراسات الأمنية النسوية اعترافًا مؤسسيًا وأكاديميًا، إذ حظي مجال الدراسات الأمنية عمومًا باهتمام كبير أثناء الحرب الباردة. درس بعض الأكاديميون مثل سينثيا إنلو ميدان العلاقات الدولية ووجهوا له العديد من الانتقادات على الرغم من تأثيره الكبير، وذلك لعدم تضمنه أي تقاطع مع بعض القضايا كالجندر مثلًا. تشتمل وحدات التحليل في إطار الدراسات الأمنية النسوية كل من الدول القومية والعسكرة وهياكل السلطة والجندر.

## التاريخ الأكاديمي
تعد الدراسات الأمنية النسوية مجالًا فرعيًا للدراسات الأمنية، إذ تنتقد العديد من الأحداث والأعمال الأكاديمية في مجال الدراسات الأمنية من منظور جندري. أُضفي على الدراسات الأمنية طابعًا مؤسسيًا خلال حقبة ما بعد الحرب الباردة. حلل باري بوزان التطور الذي طرأ على الدراسات الأمنية نتيجةً للحرب الباردة وللتركيز على العنف المنظم. ناقش بعض النقاد ككارول كوهن مثلًا الطبيعة العسكرية للأمن، إذ تعكس في جوهرها ديناميات القوة التي تتجلى في اللجوء إلى العنف واستخدام القوة العسكرية بين مختلف الدول. ركزت الدراسات الأمنية على كيان الدولة والأمن الوطني من منظور عسكري متجذر في المفاهيم الذكورية والأبوية للأمن (أو انعدامه). كتب النقاد والأكاديميون مثل لورا شيبرد وكارول كوهن باستفاضة عن التفسير المحدود للدراسات الأمنية في الأوساط الأكاديمية وفي الممارسات العملية بوصفها دراسات ذكورية إلى حد كبير. تشير شيبرد إلى الدراسات الأمنية النسوية بوصفها نقدًا واستجابةً للفهم الاجتماعي والمؤسسي للمؤسسة العسكرية التي توازي الذكورة والانخراط الكبير للرجال في الأمن. طرح الأكاديميون مثل لورا سوبورغ أعمالًا من شأنها أن تحلل النظريات والتوضيحات الرئيسية للدراسات الأمنية التي غالبًا ما تتمحور حول الحرب ومكانة النسوية من حيث فهم الحرب و«التنظير حولها».
تناولت بعض الأعمال المبكرة مثل بحث «المرأة والعلاقات الدولية» المنشور في مجلة ميلينيوم ـــــــــــ مجلة الدراسات الدولية المنظور الجندري للدراسات الأمنية في مجال العلاقات الدولية بين ثمانينيات وتسعينيات القرن العشرين. خلصت الدراسات الأكاديمية المبكرة في هذا المجال إلى انعدام التحليلات المتعلقة بدور الجندر وديناميات الذكورة/ الأنوثة في الدراسات الأمنية، بالإضافة إلى النطاق المحدود للعسكرة والأمن. تعمقت بعض الرائدات في هذا المجال -مثل كارول كوهن وسنيثيا إنلو وجوديث آن تيكنر- في تصنيف الطرق المختلفة لتطبيق المنظورات النسوية، إذ قدمن منظورًا أكثر دقةً وصلةً بالدراسات الأمنية وتجاوزن الدراسات التقليدية لديناميات القوة العسكرية وسلطة الدولة فيما يتعلق بالعنف. ينطوي خطاب الدراسات الأكاديمية النسوية في المراحل الأكاديمية المبكرة على تعريف المفاهيم وحدودها ضمن الدراسات الأمنية الرئيسية. يزعم بعض الباحثين مثل نيكول ديراتس أن تعريف الدراسات الأمنية في حد ذاته قادر على ترك أثر كبير على كيفية تحليل هذه الدراسات على الصعيد الأكاديمي وغيره من الأصعدة الأخرى كالصعيد السياسي مثلًا. ركز جانب رئيسي من جوانب الدراسات الأمنية النسوية الأكاديمية على فهم النظريات والمزاعم المتعلقة بالعلاقات الدولية التي أهملت دور المرأة سابقًا. علاوةً على ذلك، بدأت الدراسات والأبحاث الأكاديمية في هذا المجال في تحليل كيفية تأثير انعدام المنظور الجندري في الأمن على آلية عمل الأمن على الصعيدين السياسي والاجتماعي.
وسعت الدراسات الأمنية النسوية نطاق الأبحاث والدراسات الأمنية من التحليل الكلي للدول والجهات الفاعلة على الصعيد العالمي إلى التحليل الجزئي للأثر الفردي للأمن (أو انعدامه). أصبح نطاق هذه الدراسات متضمنًا لكل من تحليل أمن الدولة الاستراتيجي من خلال الحرب والعسكرة والاقتصاد والسياسة، بالإضافة إلى تحليل الأمن الشخصي والأنطولوجي وأمن الذات في الهوية والجنسانية والجندر. وسعت الدراسات الأمنية النسوية -بحسب ألكساندر غاسزتولد- المنظورات العسكرية البحتة لتشمل نطاقًا أمنيًا أوسع مثل الاقتصاد وحقوق الإنسان، بالإضافة إلى انعدام الأمن البيئي المرتبط بالصلاحيات الممنوحة للدولة وآليات تطبيق هذه الصلاحيات. سعى أكاديميو الدراسات الأمنية النسوية مثل جوديث تينكر إلى إقامة روابط متعددة الجوانب بين المواضيع المختلفة في مجالي الأمن والأفكار النسوية.

## النظرية
تعد مزاعم الدراسات الأمنية النسوية متجذرةً في النظرية الأوسع نطاقًا للعلاقات الدولية النسوية، والتي تتجسد في مكانة الجندر في فهم العلاقات الدولية ومعرفتها. يُمكن تصنيف ادعاءات الدراسات الأمنية النسوية من خلال التركيز على كيفية مساهمة الأعراف والأفكار والهياكل الجندرية في فهم آلية عمل الدراسات الأمنية. تحلل الدراسات الأمنية النسوية العمليات الأمنية، ولا سيما العسكرة على المستوى القومي، كونها تؤثر على الأدوار المتوقعة من الرجل والمرأة في الساحات السياسية وفي المجتمع ككل. لا تقتصر الدراسات الأمنية النسوية على تحليل دور المرأة وتأثيرها في الدراسات الأمنية وحسب، بل تتناول أيضًا الهياكل الاجتماعية والأبحاث الدراسية الأكاديمية والنظم السياسية التي يحددها الجندر والأدوار الجندرية المتوقعة. تدعم الدراسات الأمنية النسوية الادعاء القائل إن التقاليد والقيم الراسخة أمنيًا تجسد نظامًا ذكوريًا متمحورًا حول إضفاء الطابع الأمني والعسكرة والعنف دون أي اعتراف بالأنوثة.